# Whitsunday-Islands-Nationalpark
Der Whitsunday-Islands-Nationalpark ist ein Nationalpark in Queensland (Australien), 926 km nordwestlich von Brisbane. Die Region erstreckt sich von den Stränden von Bowen im Norden bis zu Laguna Whitsundays im Süden. Er besteht aus einer reizvollen Inselwelt den Whitsunday Islands an der australischen Ostküste, die bekannt ist für seine weißen Sandstrände und kristallklares Wasser.
In der Umgebung liegen die Nationalparks Molle Islands, Lindeman Islands und Gloucester Island.

## Fauna
Wandernde Buckelwale bevorzugen das Wasser um die Whitsunday Inseln jährlich als Kalbungsgebiet zwischen Mai und September. Würfelquallen besiedeln zwischen Oktober und Mai das Wasser.